# Proverbe latine
Proverbele latine sunt proverbe și zicători create sau transmise de romani, ori apărute după decăderea civilizației romane în alte culturi, care au considerat că limba latină este un mediu potrivit pentru transmiterea acestor învățături.